# Sandman: El fin de los mundos
Sandman: El fin de los mundos (en inglés, The Sandman: Worlds' End) es la octava novela gráfica de la colección de historietas de The Sandman, creada por Neil Gaiman y publicada por Vertigo/DC Comics. Contiene los números del 51 al 56 de la colección regular.
La obra gira en torno a personajes de distintos mundos que se encuentran en una posada para contar historias. En cada número se utilizan dibujantes y entintadores distintos para diferenciar entre la historia principal que transcurre en la posada, y las historias que narra cada personaje. Este arco cuenta por tanto con una amplia diversidad de dibujantes y entintadores. El dibujante y entintador que se mantienen a lo largo de todos los números, para retratar los hechos de la posada, son Bryan Talbot y Mark Buckingham, respectivamente. Los dibujantes para las historias narradas por los personajes son Alec Stevens, John Watkiss, Michael Zulli, Michael Allred, Shea Anton Pensa y Gary Amaro, mientras que los entintadores para las mismas son Alec Stevens, John Watkiss, Dick Giordano, Michael Allred, Vince Locke, Bryan Talbot, Tony Harris y Steve Leialoha. Los colores estuvieron a cargo de Daniel Vozzo. El rotulador original fue Todd Klein, y como en todos los números de la serie original de The Sandman, las portadas son obra de Dave McKean.

## Contenido
El contenido de esta novela gráfica varía dependiendo de la editorial. La edición de ECC Ediciones, incluye:
- Introducción de Stephen King, escrita en Bangor, Maine y fechada el 9 de junio de 1994.
- Ilustraciones de Duncan Fegredo (coloreada por Daniel Vozzo), Simon Bisley (coloreada por Vozzo), Kent Williams (coloreada por Sherilyn van Valkenburgh), Sergio Aragonés (coloreada por Tom Luth), Dave McKean (coloreada por Lovern Kindzierski), John Totleben, Jill Karla Schwarz, Scott McCloud, Todd McFarlane (coloreada por Lovern Kindzierski), Michael Zulli (coloreada por Lovern Kindzierski) y Michael Wm. Kaluta.
- Epílogo de Neil Gaiman, fechado en 1994.

## Títulos
Cuando aparecen dos títulos en español, el primero es de la traducción original de Norma Editorial, mientras que el segundo de la traducción para ECC Ediciones.
| #  | Título                                                | Título original      | Fecha    | Guion  | Dibujo         | Tinta                                      | Color | Rotulación | Portada | Edición   | Edición  | pp. |
| #  | Título                                                | Título original      | Fecha    | Guion  | Dibujo         | Tinta                                      | Color | Rotulación | Portada | ejecutiva | asociada | pp. |
| -- | ----------------------------------------------------- | -------------------- | -------- | ------ | -------------- | ------------------------------------------ | ----- | ---------- | ------- | --------- | -------- | --- |
| 51 | Una historia de dos ciudades Historia de dos ciudades | A Tale of Two Cities | jul 1993 | Gaiman | Talbot Stevens | Buckingham Stevens                         | Vozzo | Klein      | McKean  | Berger    | Roeberg  | 24  |
| 52 | La historia de Cluracán El relato de Cluracan         | Cluracan's Tale      | ago 1993 | Gaiman | Talbot Watkiss | Buckingham Watkiss                         | Vozzo | Klein      | McKean  | Berger    | Roeberg  | 25  |
| 53 | El leviatán de Hob                                    | Hob's Leviathan      | sep 1993 | Gaiman | Talbot Zulli   | Buckingham Giordano                        | Vozzo | Klein      | McKean  | Berger    | Roeberg  | 24  |
| 54 | El chico de oro                                       | The Golden Boy       | oct 1993 | Gaiman | Talbot Allred  | Buckingham Allred                          | Vozzo | Klein      | McKean  | Berger    | Roeberg  | 24  |
| 55 | Funerales Mortajas                                    | Cerements            | nov 1993 | Gaiman | Talbot Pensa   | Buckingham Locke                           | Vozzo | Klein      | McKean  | Berger    | Roeberg  | 24  |
| 56 | El fin de los mundos                                  | Worlds' End          | dic 1993 | Gaiman | Talbot Amaro   | Buckingham Giordano Talbot Harris Leialoha | Vozzo | Klein      | McKean  | Berger    | Roeberg  | 24  |

En los créditos de todos los números se menciona además a Neil Gaiman, Sam Kieth y Mike Dringenberg como creadores de los personajes de The Sandman. En el número 54, Presi figura en los créditos como personaje creado por Joe Simon y Jerry Grandenetti.